# Pozzo di Borgo

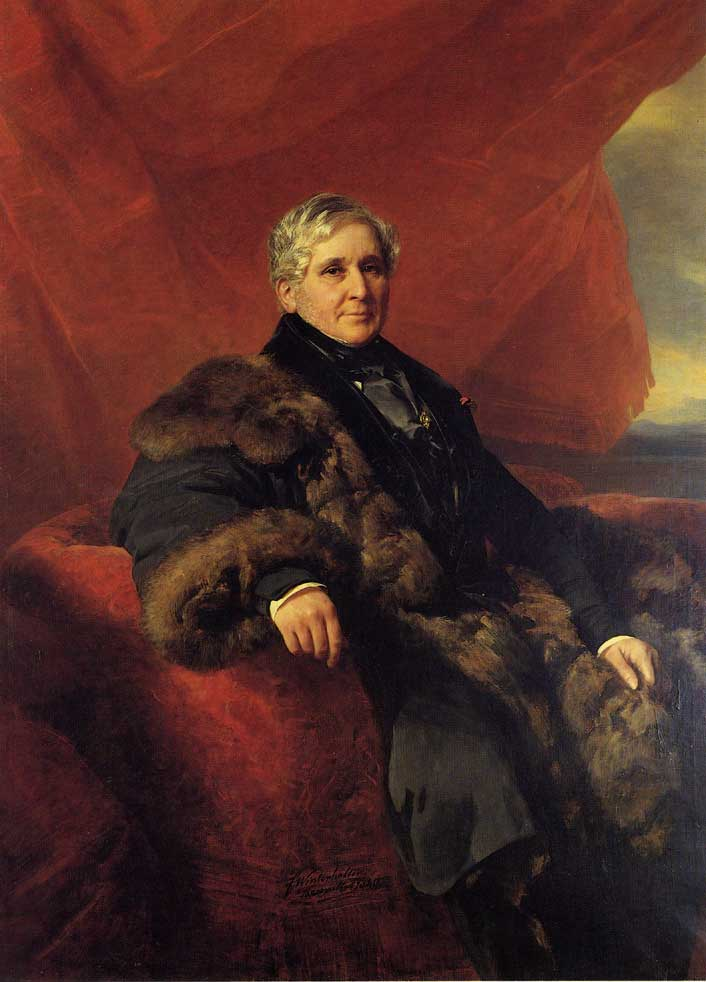
Charles Jérôme Pozzo di Borgo (1791-1879), 1e hertog (portret uit 1849)

Pozzo di Borgo is een Franse adellijke familie waarvan het hoofd van het huis de Italiaanse titel van hertog draagt.

## Geschiedenis
De adeldom van dit geslacht gaat terug tot de 17e eeuw waar de oude adel werd erkend in 1629. In 1774 werd de adel van dit geslacht bevestigd in Frankrijk. In 1826 werd door tsaar Nicolaas I van Rusland aan een lid van het geslacht de erfelijke titel van graaf verleend, die in 1827 bij keizerlijk besluit overging op Charles André Pozzo di Borgo (1791-1842). Ferdinand II der Beide Siciliën verleende in 1852 de titel van hertog aan Charles Jérôme Pozzo di Borgo (1791-1879); die titel werd ook in Frankrijk gevoerd maar niet officieel erkend.
In de 19e eeuw werd het bekendste lid van het geslacht de genoemde Charles André die president van de Raad van State van Corsica werd. Vervolgens werd hij raadsadviseur van tsaar Alexander I van Rusland. In 1812 werd hij bevorderd tot generaal en daarna vertegenwoordiger van de tsaar in Frankrijk. Hij nam deel aan het Congres van Wenen om daarna benoemd te worden tot ambassadeur van Rusland in Parijs (1815-1834) en daarna in Londen (1834-1839).
In de 21e eeuw werd de familie bekend door de autobiografie van graaf Philippe Pozzo di Borgo (1951-2023), voormalig hoofd van het champagnehuis Pommery, die de inspiratie was voor de film Intouchables. Diens oudste broer is de huidige en 5e hertog Pozzo di Borgo.
De familie bewoont thans onder andere het kasteel van Dangu in Frankrijk.